# Kreis Gárdony
Der Kreis Gárdony (ungarisch Gárdonyi járás) ist ein Binnenkreis im Zentrum des mittelungarischen Komitats Fejér. Er grenzt an die Kreise Székesfehérvár, Martonvásár und Dunaújváros sowie im Norden in einem kleinen Stück an den Kreis Bicske (mit der Gemeinde Vértesacsa, ca. 5 km).

## Geschichte
Der Kreis entstand im Zuge der ungarischen Verwaltungsreform Anfang 2013 als Nachfolger des gleichnamigen Kleingebietes (ungarisch Gárdonyi kistérség) mit allen 9 Gemeinden, ergänzt um eine Gemeinde aus dem Ende 2012 aufgelösten Kleingebiet Adony.

## Gemeindeübersicht
Der Kreis Gárdony hat eine durchschnittliche Gemeindegröße von 3.283 Einwohnern auf einer Fläche von 30,68 Quadratkilometern. Obwohl es sich um einen der bevölkerungsärmsten Kreise von Fejér handelt, ist seine Bevölkerungsdichte größer als die des ganzen Komitats. Verwaltungssitz ist die größte Stadt Gárdony, im Zentrum des Kreises gelegen.
| Gemeinde      | Status       | Herkunft Kleingebiet | Einwohnerzahl | Einwohnerzahl | Einwohnerzahl | Fläche     | Bevölkerungs- dichte (Ew./km²) |
| Gemeinde      | Status       | Herkunft Kleingebiet | 01.10.2011    | 01.01.2013    | 01.01.2016    | 01.01.2016 | Bevölkerungs- dichte (Ew./km²) |
| ------------- | ------------ | -------------------- | ------------- | ------------- | ------------- | ---------- | ------------------------------ |
| Gárdony       | Stadt        | Gárdony              | 9.666         | 9.952         | 12.600        | 63,50      | 198,4                          |
| Kápolnásnyék  | Gemeinde     | Gárdony              | 3.548         | 3.536         | 3.621         | 41,50      | 87,3                           |
| Nadap         | Gemeinde     | Gárdony              | 572           | 525           | 576           | 6,93       | 83,1                           |
| Pákozd        | Großgemeinde | Gárdony              | 3.087         | 3.057         | 3.045         | 43,30      | 70,3                           |
| Pázmánd       | Gemeinde     | Gárdony              | 2.026         | 2.065         | 2.151         | 27,14      | 79,3                           |
| Sukoró        | Gemeinde     | Gárdony              | 1.266         | 1.343         | 1.458         | 16,27      | 89,6                           |
| Szabadegyháza | Gemeinde     | Adony                | 2.101         | 2.142         | 2.074         | 41,64      | 49,8                           |
| Velence       | Stadt        | Gárdony              | 5.474         | 5.445         | 5.619         | 33,37      | 168,4                          |
| Vereb         | Gemeinde     | Gárdony              | 761           | 789           | 762           | 22,32      | 34,1                           |
| Zichyújfalu   | Gemeinde     | Gárdony              | 905           | 921           | 924           | 10,82      | 85,4                           |
| Kreis Gárdony |              |                      | 29.406        | 29.775        | 32.830        | 306,79     | 107,0                          |